# Josefov

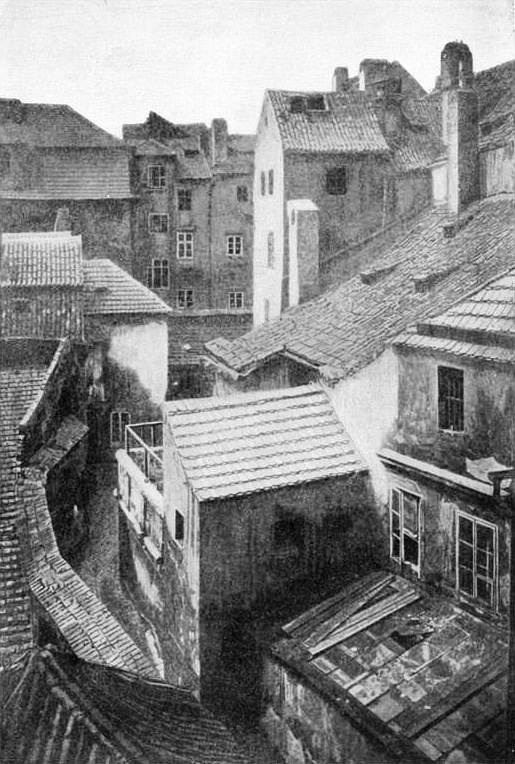
Antiguas calles del barrio, demolidas entre 1893 y 1913.

Josefov (también conocido como Barrio judío, en alemán: Josefstadt) es un barrio y el área catastral más pequeña de Praga, capital de la República Checa. Anteriormente gueto judío de la ciudad, se encuentra actualmente dentro de la Ciudad Vieja (Staré Město). El barrio es a menudo representado por la bandera de la comunidad judía de Praga, que consiste en una estrella de David amarilla sobre un fondo rojo.

## Historia
Generalmente se acepta que los judíos comenzaron a establecerse en Praga durante el siglo X. El primer pogromo (acto de violencia contra una comunidad, en este caso la judía) del que se tiene noticia en Praga ocurrió en 1096 durante la Primera Cruzada, cuando se obligó a los judíos a concentrarse en un barrio amurallado. En 1270 se construyó la sinagoga Vieja-Nueva.
En 1292 el rey Otakar II de Bohemia publica los Statuta Judaeorum, que da un estatus de autonomía administrativa a la comunidad judía. Durante la Semana Santa 1389 más de 3000 judíos fueron masacrados durante el Domingo de Pascua, uno de los más sangrientos pogromos contra esta comunidad. En el siglo XVI, Josefov comenzó a prosperar, sobre todo gracias a Mordecai Maisel, alcalde del barrio judío, que se convirtió en el ministro de Hacienda e hizo una gran fortuna. Con sus ayudas para el desarrollo de la judería fue posible, entre otras cosas, la construcción de la sinagoga Maisel. Fue en ese momento en que el rabino Rabbi Judah Loew creó el mito del Golem de Praga.
En 1850, el barrio fue rebautizado como Josefstadt ('Ciudad de José', en alemán), en honor al emperador José II, quien emancipó a los judíos mediante la publicación de un edicto de tolerancia en 1781. Dos años antes, los judíos recibieron permiso para establecerse fuera del gueto, por lo que la proporción de población judía se redujo en Josefov. En el barrio sólo quedaron los judíos ortodoxos y los más pobres. Gran parte del barrio fue demolido entre 1893 y 1913 a causa de una iniciativa inspirada en el plan Haussmann de París. Al final de las obras quedaron en pie seis sinagogas, el cementerio y el antiguo ayuntamiento (hoy parte del Museo Judío de Praga).
Bajo el Tercer Reich, los nazis querían hacer en Josefov un museo exótico de una raza extinta, por lo que se conservaron las sinagogas del barrio. Josefov posee ahora multitud de edificios modernos, sobre todo del siglo XX, y ha cambiado considerablemente la planificación del barrio, así que es difícil tener una idea precisa de cómo era la judería en el momento en que llegaron a vivir en ella más de 18 000 habitantes.

## Lugares de interés histórico
- Lugar de nacimiento de Franz Kafka.
- Sinagoga Alta (Vysoká Synagoga): sinagoga del siglo XVI.
- Ayuntamiento judío (Židovská radnice): ayuntamiento del siglo XVIII, en estilo rococó.
- Sinagoga Klaus (Klausova Synagoga): sinagoga del siglo XVI, en estilo barroco.
- Sinagoga Maisel (Maiselova Synagoga): sinagoga del siglo XVI; destruida por un incendio, se utiliza ahora como museo.
- Sinagoga Pinkas (Pinkasova Synagoga): sinagoga del siglo XVI, hoy es un monumento a las víctimas del Holocausto.
- Sinagoga Española (Španělská Synagoga): sinagoga del siglo XIX, con interiores moriscos.
- Antiguo cementerio judío (Starý židovský hřbitov): en uso entre los siglos XV y XVIII,se trata del cementerio judío más antiguo de Europa.
- Sinagoga Vieja-Nueva (Staronová Synagoga): sinagoga gótica del siglo XIII.
- Sala de Ceremonias judía (Obřadní síň): construida en estilo neorrenacentista, data de principios del siglo XX.